# Messia-sur-Sorne
Messia-sur-Sorne é uma comuna francesa na região administrativa de Borgonha-Franco-Condado, no departamento de Jura. Estende-se por uma área de 2,69 km². Em 2010 a comuna tinha 855 habitantes (densidade: 317,8 hab./km²).